# Önéletrajz
Az önéletrajz (görög eredetű nemzetközi szóval autobiográfia) olyan életrajz, amelyet szerzője saját életéről ír. Külföldön az angolban használatos, bár latin eredetű curriculum vitae kifejezést, (rövidítve CV) illetve a resume elnevezést használják, mely elnevezés Magyarországon is terjedőben van.

## Fejlődése
- Régebbi korokból elsősorban írók, költők által írt irodalmi önéletrajzok maradtak ránk. Jelentős forrásmunkának számít például Hippói Szent Ágoston, Jean-Jacques Rousseau vagy Goethe önéletrajza.
- Az írástudás általánossá válásával kialakult a szokás, hogy a munkát, állást kereső személyek röviden leírták (kézírással) legfontosabb adataikat, életük rövid történetét. Ekkor még a tartalom mellett lényeges volt, hogy milyen az illető írásképe, olvasható-e, rendezett-e.
- Az írógépek elterjedésével az önéletrajzok szerepe a munkavállalók kiválasztásában tovább növekedett. Az íráskép már nem számított, és egyre inkább az önéletrajz tömörsége, információtartalma került előtérbe. Magyarországon a rendszerváltásig az ún. folyószöveges önéletrajz volt használatban, amely nem csak a munkahelyi, tanulmányi, szakmai tapasztalatokat tartalmazta, hanem személyes, családi vonatkozású információkat (pl.: szülők neve, foglalkozása) is. Az 1990-es évektől azonban egyre inkább a vázlatos önéletrajz került előtérbe. Kezdetben amerikai típusú önéletrajzként emlegették, mert Amerikából került hozzánk az a szokás, hogy a személyes információkat – akár még az életkor, vagy a nem megadását is – kizárták a CV-ből. Ez az önéletrajz szigorúan csak a szakmához, megpályázott pozícióhoz kapcsolódó információkat tartalmazza vázlatosan, pontokba szedve. Ma annak egy továbbfejlesztett és a technika fejlődésével az informatikát is felhasználó változata az európai CV, Europass önéletrajz néven vált ismertté. Az európai CV egységes formátumra épül. Egységessége és űrlapszerű rovatai könnyítik meg mind a CV készítőjének, mind annak olvasójának feladatát.
- A munkaadók számára a munkát kereső személyek részletesebb indítékaikat ún. motivációs levélben írják meg.
- A pályázati rendszerek ma más területeken is igénylik önéletrajz benyújtását, így például ösztöndíjpályázatok elbírálásához.
- A szakmai önéletrajz az önéletrajzíró szakmai képzettségére, gyakorlatára, publikációira és közszerepléseire koncentrál. Gyakran egészíti ki a saját publikációk jegyzéke.
- Az utóbbi időben terjed az a szokás, hogy konferenciák, előadássorozatok előadóitól is kérnek önéletrajzokat, főleg a nyilvánosságnak való méltó, alapos bemutatásuk érdekében.

## Online önéletrajz-sablonok
Egyre inkább elterjednek a számítógéppel kitölthető, online elérhető űrlapok, melyek alapvetően a vázlatos, "amerikai" önéletrajzok elkészítéséhez nyújtanak segítséget. Az interneten böngészve számtalan ingyenes önéletrajz-készítőt találhatunk, melyek egyrészt segítik az önéletrajz írását, hiszen támpontot adnak a tartalomhoz és a formához, másrészt könnyíthetik a munkáltató feladatát is, hiszen az egységes formátum lehetővé teszik az önéletrajzok egyszerű összehasonlíthatóságát. Az online önéletrajz-sablonok azonban nem adnak garanciát arra, hogy jól is sikerül az elkészítésük. Éppen ezért célszerű minél több forrásból tájékozódni, miképp is érdemes belefogni önéletrajzunk elkészítésébe, és csak ezután belevágni a tökéletes forma és sablon kiválasztásába, és a tartalom szerkesztésébe.

### Europass önéletrajz
Talán a legismertebb ingyenes, egyszerű önéletrajz-készítő alkalmazás az Európai Bizottság által 2005-ben létrehozott Europass CV, melynek elsősorban az a célja, hogy egységesebbé tegye az Európai Unióban (és Európai Gazdasági Térségben) a munkára történő jelentkezés dokumentumait, különös tekintettel a pályázó tudására, képesítéseire és kompetenciáira. A köztudatban az Europass egy bizonyos sablon önéletrajz formátum, azonban az Europass ennél sokkal több, egy olyan keretrendszer, amelynek legnagyobb előnye, hogy az adott országban megszerzett képesítést (legyen szó akár szakképesítésről, akár felsőfokú tanulmányokról) „le tudja fordítani” egy, az EU-tagállamok részéről egységesen elfogadott keretrendszerbe. Az Europass név egy teljes dokumentumcsaládot takar, amelynek bizonyos részeit maga a pályázó írja meg (önéletrajz, európai készségútlevél, nyelvi útlevél, motivációs levél), más részeit pedig intézmények állítanak ki (oklevélmelléklet, bizonyítvány-kiegészítő, mobilitási igazolvány).

## Korszerű elvek az önéletrajzíráshoz
A legfontosabb, hogy sablonok, minták egyszerű kitöltése, másolása nem célravezető. Az a jó önéletrajz, amelyik alkalmazkodik a megcélzott céghez és álláshoz, az író élettörténetéhez és végső soron hozzájárul ahhoz, hogy szerzőjét interjúra hívják.
Az önéletrajz többnyire tartalmazza a tanulmányok és a munkahelyek idejének és helyének fordított sorrendű kronológikus felsorolását. Rendszerint fotóval egészítik ki a dokumentumot. Magyarországon többnyire a munkavállalók először önéletrajzukat adják be a munkaadókhoz, és csak ezt követi a felvételi elbeszélgetés.
Az önéletrajz többnyire nem tartalmaz bővebb leírást a pályázott pozícióval kapcsolatban, csupán röviden összefoglalhatja a célokat. Melléklete lehet a publikációk jegyzéke vagy a motivációs levél.
A munkaerőpiac telítettsége miatt 2010 után egyre inkább elterjedtek az önéletrajzok újabb és kreatívabb formái. A tengerentúlon egyre népszerűbb a különböző videómegosztásra alkalmas portálokra feltöltött videó önéletrajzok, valamint az úgynevezett infografikák. Magyarországon a toborzásért felelős emberek azonban még mindig előnyben részesítik a hagyományosabb formákat, az újszerű típusokat csak kiegészítő anyagként éri meg a jelentkezéshez csatolni.

## Vezetői önéletrajz
Az önéletrajz írásnak számos trükkje van, amellyel ki lehet emelkedni a jelentkezők tömegéből, de az alapján is érdemes átgondolnunk a személyes bemutatkozó anyagunk elkészítését, hogy karrierünk éppen melyik szakaszában járunk. Nyilvánvaló, hogy egy pályakezdő és egy karrierjének csúcsánál járó, több évtizednyi tapasztalattal rendelkező vezetőnek teljesen más hangsúlyokat kell megjeleníteni az önéletrajzában.
A sikeres önéletrajz mindig annak figyelembevételével készül el, hogy mit is kereshet az adott cég, illetve az az ember, aki elsőként fogja majd az önéletrajzot végigböngészni. Egy vezető esetében javasolt konkrét adatokat, eredményeket megjeleníteni, amellyel az önéletrajzot áttekintő HR-es könnyen következtethet a jelölt addigi teljesítményére, a cég által támasztott elvárásoknak való megfelelésére. A cégek olyan vezetőket keresnek, akik az adott szervezet körülményei között lesznek eredményesek, és akiknek köszönhetően körülöttük mások is még sikeresebbek lesznek. A legfontosabb tehát annak megjelenítése, hogy milyen eredményeket ért el olyan munkakörökben, ahol a kihívás összetettsége összemérhető a potenciális munkakörével.

### Eredményközpontú önéletrajz
Két hasonló kvalitású pályázó közül nagy valószínűséggel azt választják ki, aki jobb teljesítményt fog nyújtani. Mi alapján feltételezik, hogy ki milyen teljesítményt nyújt majd a jövőben? Általában a múltbeli eredményei alapján, éppen ezért nagyon fontos, hogy számszerűsített eredményeket tüntessünk fel önéletrajzunkban. Ezeket az eredményeket többféleképpen is fel lehet tünteni:
1. abszolút értékben (pl. forintban, százalékban, darabszámban, időben),
2. fajlagosan (pl. egy főre jutó árbevétel, önköltség, termékmennyiség),
3. célelérési arányszámmal (pl. terv/tény eltérés, változás a bázishoz képest), vagy
4. megoszlással (pl. piacrészesedés, korösszetétel).[4]

### Példák
- Horváth Péter (angolul)
- Károly György Tamás (magyarul) (angolul)
- Tegzes Pál (magyarul) (angolul)
- A szakmai önéletrajz

### Űrlapok
- www.eurocv.eu
- www.jegyzetek.hu